# Мир-Кольцо
«Мир-Кольцо́» (англ. Ringworld) — научно-фантастическая серия из четырёх романов, написанных Ларри Нивеном, снискавших огромную популярность во всём мире.
Первая книга серии вышла в 1970 году и называлась «Мир-Кольцо» (Ringworld). В ней рассказывалась история об обнаружении и исследовании огромного, в миллионы километров диаметром, мира кольцеобразной формы — узкого прототипа сферы Дайсона. По словам самого Нивена, «Это самое удивительное произведение инженерного искусства со времён „Божественной комедии“ Данте».
Книга выдержала множество переизданий на многих языках мира и вошла в золотой фонд мировой научной фантастики. Теория существования мира кольцеобразной формы была настолько интересна, что на неё откликнулся сам Фримен Дайсон.
«Мир-Кольцо» был удостоен премий «Небьюла» в 1970 году, «Хьюго» и «Локус» в 1971 году.
Автору пришло множество писем от читателей, в которых среди прочего предлагались различные идеи по усовершенствованию конструкции и по вычислению его различных параметров. Во время Всемирного Конвента научной фантастики 1971 года студенты Массачусетского технологического института скандировали в холлах отеля: «Кольцо неустойчиво!». Дело в том, что предложенная Нивеном модель гравитационно неустойчива. Появились научные статьи, количественно оценивающие эту неустойчивость. В более поздних книгах были предложены активные механизмы (так называемые двигатели Бассарда), стабилизирующие вращение Кольца. По словам Нивена (в предисловии ко второй книге), все эти изыскания были вызваны исключительно энтузиазмом читателей, единственным же вопросом, который он просил исследовать, был расчёт параметров метеоритной защиты Кольца.
Несмотря на критику, от Нивена требовали продолжения и получили его 10 лет спустя.
Вторая книга вышла в 1980 году и называлась «Инженеры Кольца», в которой автор добавил к конструкции Кольца вышеупомянутые двигатели-стабилизаторы и разъяснил некоторые нестыковки первой книги.
Позже свет увидели ещё две книги — «Трон Кольца» (1986) и «Дети Кольца» (2004).

## Параметры Кольца
Большинство параметров указано как приложение ко второй книге.
- 1 день = 30 земных часов.
- 1 оборот = 7,5 дней.
- 75 дней = 10 оборотов = 1 фалан.
- Масса = 2×1030 граммов = 300 масс Земли (приблизительно) = массе Юпитера (приблизительно).
- Радиус = 0,95×108 миль = 1,53×108 км = 1 Астрономическая единица (приблизительно).
- Окружность = 5,97×108 миль = 9,6×108 км
- Ширина = 997 000 миль = 1 604 516 км
- Площадь поверхности = 1,5×1015 км² = 3×106 поверхности Земли (приблизительно).
- Гравитация на поверхности = 31 фут/сек² = 0,992 g
- Скорость вращения = 770 миль в секунду.
- Краевые стены поднимаются на высоту 1000 миль = 1609 км.
- Звезда класса G2, приближающаяся к классу G3, меньше и чуть холоднее Солнца.

## Краткое описание Мира-Кольца
Согласно книге «Инженеры Мира-Кольца», строительный материал Мира-Кольца, из которого состоит вся его внешняя поверхность, называется скрит. Толщина скрита достигает нескольких метров, отделяющих внутреннюю поверхность Мира-Кольца от открытого космоса. Этот материал чрезвычайно плотный и в состоянии выдержать любой тип разрушения вплоть до взрыва термоядерной бомбы. Однако он чрезмерно уязвим для зарядов антиматерии, что ярко показано в романе «Дети Мира-Кольца». Во внешне плоской на первый взгляд поверхности скрита расположены различные постройки вроде космопортов. Также имеется недостроенная магнитная трасса для транспортировки грузов. Непосредственно в скрите находится сеть электромагнитных проводников, обеспечивающих работу многих систем Мира-Кольца.
Скрит может быть деформирован при сильном столкновении с космическими телами вроде астероидов или комет. В качестве контрмеры Мир-Кольцо оснащён Метеоритной защитой, которая реагирует на объекты, подлетающие к Миру-Кольцу с огромной скоростью, а затем эффективно уничтожает их. Несмотря на это, в области действия Метеоритной защиты существуют «слепые пятна», где риск столкновения наиболее высок. Достоверно известно о подобных случаях — так во время мощного столкновения родилась гора Кулак Господа — сила удара не только сильно подняла почву внутренней стороны, но даже пробила скрит, из-за чего в районе горы происходит медленная утечка атмосферы в космос (само столкновение произошло за несколько тысяч фаланов до начала сюжетной линии романов — около 1200 года н. э. по земному летосчислению).
Поверхность внутренней стороны Мира-Кольца представлена всеми видами ландшафта обычных планет — встречаются обширные равнины, моря, острова, заливы, долины и т. д. Атмосфера состоит из азотно-кислородной смеси и во избежание улетучивания в открытый космос удерживается краевыми стенами Мира-Кольца. Тектоническая активность отсутствует. Отличительной чертой Мира-Кольца является наличие двух диаметрально расположенных по отношению друг к другу Великих Океанов. Вдоль краевых стен мира располагаются так называемые Оползающие Горы. Эти горы состоят из флапа — мульчи, поднимающейся со дна морей с помощью гигантских дренажных систем в основании Мира-Кольца. Данный процесс позиционируется как один из автоматизированных циклов поддержания грунтового слоя на Мире-Кольце — в противном случае вся плодородная почва уходила бы в океаны. За смену дня и ночи отвечает система теневых квадратов, расположенных между Кольцом и звездой, которые периодически затеняют солнце по всей поверхности мира. Они вращаются чуть быстрее, нежели сам Мир-Кольцо.

## Вселенная книжной серии
Действие всех четырёх романов происходит в будущем, во второй половине XXIX столетия: от 2851 (Роман «Мир-Кольцо») до 2893 годов н. э. (роман «Дети Мира-Кольца»). Сама серия из четырёх романов входит в другой, более крупный цикл — «Известный космос».

### Разумные виды Известного космоса
Человечество — прогрессивный вид выходцев с Земли на момент действия романов
Область Вселенной, исследованной людьми, также принято называть Человеческим космосом. Тип власти ко времени действия романов представлен Объединёнными Нациями (по всей видимости — дальнейший аналог развития Организации Объединённых Наций). В течение многих сотен лет при Объединённых Нациях существует также и мощная военная организация, известная как АРМ (Ассоциация Региональной Милиции), выполняющая роль армии человечества, хоть и ограниченная юрисдикцией пространственной системы Земля-Луна. В отношении человечества Объединённые Нации проводят жёсткую демографическую политику, контролирующую рождаемость детей.
Персонажи-люди: Луис Ву, Тила Браун, их сын Вемблет, Роксани Готье.
Кукольники Пирсона — двухголовые трёхногие разумные существа
В каждой голове (на вытянутой шее) находится по глазу и рту, а мозг находится в горбу между основаниями обеих голов. В ходе сюжетной линии можно узнать, что головы кукольников успешно выполняют и функции рук. В случае прямой опасности кукольники скрывают головы между передними ногами, а задней ногой готовятся нанести единственный смертельный удар. В отличие от большинства разумных рас, кукольники Пирсона являются паразитами — особи разных полов помещают свои клетки в неразумных травоядных животных, становящихся хозяином для новой особи кукольника.
Их родной мир вкупе с четырьмя терраформированными планетами представляет собой так называемую Розетту Кемплерера. Это искусственное скопление планет также именуется Флотом Миров. Правительство представлено двумя партийными организациями, сменяющими друг друга у власти в зависимости от общественных настроений — Эксперименталистами и Консерваторами. Чрезвычайно осторожные (трусливые от природы) существа. Стремятся любым способом избежать даже малейшей опасности, а тех соплеменников, кто выходит за рамки этого образа жизни, считают сумасшедшими. Цивилизация кукольников развита технологически выше, чем любая другая раса в Известном космосе. В романах выясняется, что они наблюдают и вмешиваются в развитие всех известных разумных видов, в том числе людей и кзинов. Именно кукольники Пирсона организовали первую экспедицию на Мир-Кольцо с тем, чтобы выяснить, какую опасность оно представляет.
Известные представители: Несс, Хайндмост (Лучше-Всех-Спрятанный), Хирон.
Кзины — гуманоидоподобный разумный вид хищников
Внешним видом кзины похожи на больших кошек с Земли (более всего — на тигров). Как и большинство разумных рас — двуполые существа.
Название расы происходит от их родной планеты — Кзин. В противовес кукольникам Пирсона кзины — необычайно храбрый и воинственный вид. В период проживания в пределах родного мира вели постоянные войны за жизненное пространство. Выйдя на космические просторы, они продолжили свою агрессивную политику уже по отношению к другим мирам, пригодным для колонизации. К моменту контакта с человечеством уничтожили или покорили множество рас. Несколько раз пытались развязать и выиграть войны против человечества, однако из-за того, что им не хватало терпения хорошо подготовиться, всегда проигрывали, причём всегда — с большим разгромом. Правительство носит характер монархии — главой Империи Кзинов (Патриархата) является Патриарх.
Известные представители: Чмии (Говорящий-с-Животными), его сын Причетник.
Пак — предполагаемые прародители землян.
О них практически ничего неизвестно. Возможно, их родной мир располагался неподалёку от Ядра галактики, откуда они и начали экспансию на её окраины. На Мире-Кольце территорией обитания размножающихся особей расы пак является архипелаг, воспроизводящий в натуральную величину Карту Земли, расположенную в одном из Великих Океанов. Рельеф их родного мира до 32 раз воспроизведён в другом Великом Океане — в идентичных островах. Свидетельством в пользу родства пак с человечеством играет тот факт, что на Земле представители этой расы считаются давно вымершим видом Homo Habilis.
Известные представители: Прозерпина.

### Виды Кольца
Существует множество гуманоидных антропоморфных рас на Кольце, которые произошли от одного вида. Поскольку строители Мира-Кольца стремились воссоздать в своём творении идеальный мир, они не разместили на нём форм жизни, создающих опасность для спокойного существования. Таким образом, на Мире-Кольце невозможно встретить ядовитых существ, насекомых, хищников, паразитов. Отсутствуют даже бактерии-возбудители различных болезней. Освобождённые таким образом биологические ниши были постепенно заполнены представителями гуманоидных рас, вставших на определённый путь эволюционного развития. Впрочем, у подавляющего числа рас есть схожие признаки вроде гуманоидности, упомянутой выше, возможности практиковать ришатру и наличие женского и мужского пола (за исключением Защитников).
- Строители Кольца — высокоразвитая вымершая цивилизация, не присутствующая в книгах. Принято считать, что именно они были создателями Мира-Кольца. Помимо того, они создали на нём свою уникальную замкнутую цивилизацию и были правителями мира вплоть до своего исчезновения, причины которого до сих пор не выяснены. Несмотря на отсутствие в романах, Строители Кольца оставили огромное количество артефактов о себе. В книгах можно найти упоминания об их скелетах. Кроме того, в романе «Дети Мира-Кольца» Защитник по имени Прозепина утверждала, что она — последний живой представитель Строителей Кольца. Правда это или нет — так и осталось неизвестно.
- Строители Городов — высокоразвитая раса гуманоидных существ неизвестного происхождения. Внешне похожи на людей, однако у них отсутствует волосяной покров на голове (у женщин есть узкая полоса длинных волос[1]), а их форма губ похожа на губы обезьян. На Мире-Кольце они появились, предположительно, спустя некоторое время после падения и исчезновения цивилизации Строителей Кольца. Обладая достаточным уровнем интеллекта, Строители Городов унаследовали Мир-Кольцо от Строителей Кольца и также построили на нём свою цивилизацию, символом которой стали Парящие Города. Однако в 1733 году н. э. раса кукольников Пирсона, уже тогда высокоразвитая в технологических отношениях, узнала про Мир-Кольцо. Правивший тогда режим Эксперименталистов занёс на Кольцо чуму, поражающую сверхпроводники — главный стержень цивилизации Строителей Городов. Когда действие чумы достигло глобальных масштабов, цивилизация Строителей Городов пришла в упадок — огромное количество Парящих Городов рухнуло на поверхность. Это событие вошло в историю под названием Падение Городов.

На момент действия сюжета романов Строители Городов продолжают обитать в ещё не рухнувших Парящих Городах и сохраняют надлежащий уровень интеллектуального развития. Падение Городов привело к изоляции этой расы на Мире-Кольце, в результате чего огромные территории оказались заброшенными. Строители Городов поддерживают отношения с некоторыми из нижестоящих рас (особенно — с Людьми Машин). Роль их неоднозначна — к моменту действия романа «Инженеры Мира-Кольца» они снимали с Мира-Кольца стабилизирующие двигатели, тем самым вызвав дестабилизацию мира, угрожавшую самому существованию Кольца. В то же время они способствуют развитию рас, с которыми поддерживают отношения.
Известные представители: Халрлоприллалар, Лалискарирлиар, Фортаралисплиар, Филистранорлри, Харкабипаролин, Каваресксенджаджок.
- Люди Машин — разумная гуманоидная раса аборигенов Мира-Кольца. Отличаются естественным даже для женщин волосяным покровом в районе лица. Коренасты. По своему развитию находится на уровне человечества времён 20-го столетия. Люди Машин имеют тесные связи со Строителями Городов, особенно сильно развиты торговые отношения. Свой ареал Люди Машин отмечают весьма необычным способом — строя вдоль границ асфальтовые дороги для своих машин. Поддерживают взаимоотношения с Травяными Великанами, используя их навыки для достижения собственных целей (например, очистка области от растительности для строительства дорог). В романе «Трон Мира-Кольца» группа Людей Машин организует коалицию по борьбе с Вампирами, куда вступают представители от Травяных Великанов, Ночных Особей, Людей Воды, Собирателей и Краснокожих Пастухов.

Известные представители: Валавирджиллин, Кейвербриммис, Сабарокареш, Форанауидли, Вандерноти, Антрантиллин.
- Травяные Великаны — разумная гуманоидная раса аборигенов Мира-Кольца. Отличительные черты: гигантский рост (около 2 метров), волосяной покров золотистого оттенка имеется на всём теле. В зубной структуре преобладают коренные зубы. Эта раса в процессе эволюции заняла биологическую нишу травоядных животных, поскольку питаются Великаны лишь травой. По меркам человечества находятся на переходной стадии развития от первобытного строя к раннему античному. Важную роль играет родо-племенной строй. Избранный на роль вождя помимо своего обычного имени получает второе — Терл. Он играет важную роль в жизни племени, а также возглавляет военные походы, выделяясь в них своими металлическими доспехами. Одно время находились в конфронтации с Краснокожими Пастухами из-за спора о пищевых ресурсах. Есть упоминания о том, что Травяные Великаны помогали Людям Машин строить их дороги, поедая растительность на определённых участках. В свою очередь Люди Машин изготавливали броню для их вождей. В романе «Трон Мира-Кольца» стали участниками коалиции Людей Машин по борьбе с Вампирами.

Известные представители: Рит, Бык, Парум, Мунва, Твак.
- Краснокожие Пастухи — разумная раса гуманоидов. Отличаются красной пигментацией кожи (отсюда — их название), имеют худощавое телосложение. В зубной структуре в основном преобладают клыки, позволяющие легко разрывать мясо. Обладают самым лучшим зрением из всех известных рас Мира-Кольца. В то же время они — единственная раса Кольца, не способная заниматься ришатрой ввиду неопределённого генетического отклонения. В процессе эволюции раса заняла биологическую нишу хищников, на что указывает их питание — зачастую освежёванное сырое мясо. С точки зрения человеческой истории, стоят на ступени первобытного развития общества. Тем не менее, у Пастухов сильно развита отрасль животноводства — вокруг их поселений можно встретить стада, которые служат источником пищи и других ресурсов. Из-за этих стад Краснокожие Пастухи одно время находились в состоянии войны с другой расой Мира-Кольца — Травяными Великанами. В романе «Трон Мира-Кольца» их представители стали участниками коалиции Людей Машин против Вампиров.

Известные представители: Шивит хуки-Фурлари, Джинджерофер, Теггер хуки-Тандартал, Варвия хуки-Марф Тандартал, Анакрин хуки-Ванхурхур, Чейчинд хуки-Карашк.
- Собиратели (глинеры) — разумные гуманоидные существа. Из всех известных рас отличаются своей низкорослостью (ростом до подмышек — Людям Машин, до пупка — Травяным Великанам). Имеют заострённые лица. По уровню своего развития они расположены практически на одном уровне с Краснокожими Пастухами. Женщины Собирателей мало отличаются от своих мужчин, и зачастую пол можно отличить по их одежде. По всей видимости, Собиратели являются всеядными, хотя встречается лишь упоминание о том, что они охотятся на мелких грызунов вроде смирпов. Характеризуются как отличные разведчики и замечательные бегуны, однако непонятно, как это соотносится с их сильной близорукостью. В романе «Трон Мира-Кольца» четверо Собирателей присоединились к коалиции Людей Машин для борьбы с Вампирами.

Известные представители: Перилак, Кориак, Манак, Силак.
- Ночные Особи (Упыри) — разумная гуманоидная раса, ведущая ночной образ жизни. Внешне их отличает наличие чёрного волосяного покрова по всему телу. В процессе эволюции раса заняла место падальщиков и они выполняют роль «природных санитаров». Многие расы предпочитают использовать Упырей для похоронных обрядов. Об образе жизни Ночных Особей почти ничего не известно, поскольку обычно они предпочитают не попадаться на глаза другим расам. Из всех рас-аборигенов Мира-Кольца Упыри обладают наиболее совершенным уровнем интеллекта и многое знают о Кольце. Точный ареал Ночных Особей неизвестен — возможно, что в их владениях находится вся территория Мира-Кольца. Вследствие такого распространения, у Упырей развита гелиографическая система связи, благодаря которой Ночные Особи быстро узнают точную информацию и могут оперативно реагировать на любые события. В романе «Трон Мира-Кольца» двое Упырей присоединяются, хотя и с неохотой, к коалиции Людей Машин против Вампиров. Также в конце этого же романа один Упырь становится Защитником.

Интересен факт, что имена Ночных Особей обычно звучат в виде мелодий определённого инструмента, и поэтому их предпочитают называть по тем инструментам, которые звучат во время произношения Упырями своих имён.
Известные представители: Арфист, Мелодист, Труба Скорби, Казарф.
- Вампиры — неразумные гуманоидные существа. Внешне выглядят весьма привлекательными людьми высокого роста с бледной кожей и серебристыми волосами. Как и Упыри, Вампиры избегают солнечного света (вследствие чего их тоже иногда называют Ночными Особями), появляясь лишь во время затемнения солнца теневым квадратом. Они питаются кровью других существ, что указывает на эволюционный путь хищников. Их охота на добычу заключается в источении особого запаха, который сводит с ума других существ, заставляя их заниматься любовью с вампирами, во время чего и происходит питание. Если же вампиров поблизости нет, а их феромоны уже выпущены в воздух, существа могут также неосознанно совокупляться друг с другом. Несмотря на полное отсутствие интеллекта, у Вампиров всё же есть зачатки разума. Так, в романе «Трон Мира-Кольца» рассказывается, что Вампиры могут иметь слуг из захваченных в плен (в частности, как живой запас пищи на будущее), даже иногда пользуются одеждой при холодных условиях окружающей среды. Впрочем, при нормальных условиях климата Вампиры за ненадобностью избавляются от неё.

Известные представители: Брэм, Анна (до превращения в Защитников).
- Речные Люди — разумная гуманоидная раса, обитающая исключительно под водой, хотя и способная пребывать короткий период времени на суше. Их конечности короткие, но обладают перепонками. Ростом не уступают Краснокожим Пастухам, но обладают более плотным телосложением. Об их образе жизни мало известно ввиду их подводного образа жизни. Обладают искусством охоты, о чём говорит их меховая одежда, издалека принимаемая за естественный покров тела. В романе «Трон Мира-Кольца» пара Речных Людей сыграла немаловажную роль в коалиции Людей Машин против Вампиров.

Известные представители: Робаллабл, Фаджабладл.
- Люди Оползающих гор — разумная гуманоидная раса, обитающая в Оползающих горах (отсюда и их название). Как и все расы Мира-Кольца, внешне выглядят как обыкновенные люди. Однако имеется ряд отличительных признаков: широкие туловище и лицо, большой рот, глубоко посаженные глаза. Своим уровнем развития Люди Оползающих гор напоминают современные племена народов Севера, таких как чукчи или эскимосы. Живут за счёт охоты на животных. Социальные отношения построены по виду племён — племя Людей с Гор, племя Высокогорных Людей и так далее. Несмотря на труднопроходимую местность, племена строят отношения между друг другом благодаря воздушному транспорту (воздушным шарам).

Известные представители: Сарон, Дэб, Харрид, Баррэ, Дженнавил, Макрэй.
- Люди-Ткачи, Мореходы и Рыболовы — разумные гуманоидные расы. Встречаются исключительно в романе «Трон Мира-Кольца», в котором позиционируются, как три тесно взаимосвязанных племени. Люди-Ткачи отдалённо похожи внешностью на Травяных Великанов — их тело также покрывает мех, но уже бело-коричневого оттенка. Однако они всеядны и не имеют гигантского роста, как Великаны. Рыболовы отличительны наличием перепонок на конечностях, широкими и плоскими ступнями, всё тело покрыто лоснящимся волосяным покровом. Мореходы выглядят как «увеличенный вариант Ткачей», но имеют другую структуру челюстей. Все три племени живут в абсолютной гармонии и занимаются совместной торговлей.

Известные представители: Савур, Кидейда, Паральд, Стрилл (Люди-Ткачи); Шэнс Душитель Змей, Хиштар Ныряющий в Нору (Люди-Рыболовы); Виик (Мореходы).
- Защитники (иногда Вашништ, Васнисит или Вишништи — слово у многих рас, также имеющее понятие «волшебник») — финальная стадия развития любой человекоподобной расы (даже той, которая изначально не принадлежит к биосфере Мира-Кольца). Суть в том, что у любого гуманоидного существа в определённый период развития организма появляется шанс превратиться в Защитника, употребив в пищу корень Древа Жизни (желание съесть корень Древа Жизни является врождённым инстинктом, который пробуждается благодаря запаху Древа Жизни). Если же претендент в Защитники слишком стар, то поедание корня Древа Жизни его убивает. После недолгого периода превращения, включающего в себя искусственную кому, гуманоид утрачивает первоначальный облик и окончательно трансформируется в Защитника. У него разбухает череп, челюсти лишаются зубов и срастаются с дёснами, исчезают половые органы, кожа огрубевает и становится похожа на естественную броню, мышечные ткани разрастаются, лицо теряет способность к мимике, развивается второе сердце в паховой области. Взамен Защитник приобретает невероятную силу и ловкость, мгновенную реакцию, развитый интеллект и становится практически бессмертным. Если Защитником становится представитель неразумной расы (расы Вампиров или Висячих Особей к примеру), то после своей трансформации он приобретает интеллект, превосходящий человеческий. Главный смысл жизни Защитника — стремление защищать представителей своей расы. Иногда возможен случай, когда Защитник стремится защитить нечто большее, чем свою расу — в этом случае он вступает в конфликт с другими Защитниками. В случае невозможности выполнять свою задачу Защитник идёт на добровольный суицид, прекращая потреблять пищу. В личных отношениях у Защитников наблюдается классовая система — могут быть Защитники-рабы, над которыми стоят Защитники-хозяева.

Известные представители: Брэм (до превращения был вампиром), Анна (вампир), Мелодист (упырь) в романе «Трон Мира-Кольца»; Тила Браун (человек) в романе «Инженеры Мира-Кольца»; Прозерпина (возможно, Строитель Кольца), Хануман (висячая особь — типа мартышек) в романе «Дети Мира-Кольца».

### Основные персонажи
- Луис Ву — человек, главный герой всех четырёх романов. Он достаточно стар (в начале первого романа празднует своё 200-летие), но благодаря различным веществам и устройствам продлевает свою жизнь на протяжении всех книг. После первой экспедиции на Мир-Кольцо из известного на весь Известный космос человека превращается в изгоя, пытающегося скрыться от правительства за обладание информацией по Миру-Кольцу. В романе «Трон Мира-Кольца» вместе с другим героем, Чмии, попадает под воздействие специального препарата омоложения, вследствие чего стал выглядеть гораздо моложе своих лет. Это позволило ему в четвёртом романе поесть корня Дерева, стать Защитником и поучаствовать в Пограничной войне за обладание Миром-кольцом. Позже покинул Мир-кольцо на звездолёте, похищенном у Мелодиста, и вместе с Лучше-Всех-Спрятанным (Хайндмостом) направился к планете под названием Дом. Автодок на борту корабля снова превратил его в бридера. Дальнейшая судьба показана в романе «Судьба миров».
- Тила Браун — человек, одна из многочисленных продуктов эксперимента кукольников Пирсона по выведению людей с «геном удачи». Её предки становились шесть раз подряд победителями в Лотерее — специальной программе Совета рождаемости, главным призом которой было право иметь ребёнка. Как человек с очень развитым «геном удачи», Тила Браун была выбрана Нессом в качестве члена команды первой экспедиции к Миру-Кольцу в 2851 году. Однако в конце экспедиции она отказалась покидать Мир-Кольцо вместе с другим экипажем, присоединившись к Искателю. В романе «Инженеры Мира-Кольца» выясняется, что после расставания ей с Искателем удалось отыскать Центр Управления Миром-Кольцом и расположенное в нём Древо Жизни. В то время как Искатель умер, будучи не в состоянии стать Защитником от поедания корня Древа, Тила прошла живой через весь процесс и стала Защитником. В конце этого же романа она вступает в схватку с бывшими друзьями, Луисом Ву и Чмии, и в конце концов погибает. Несмотря на это, многократно упоминается в двух следующих романах. В конце романа «Дети Мира-Кольца» Луис Ву узнаёт, что у него с Тилой до расставания был ребёнок — Вемблет.
- «Говорящий-с-Животными», Чмии — кзин-посол, прошедший специальную тренировку, чтобы не бросаться сразу в атаку на людей. После первой экспедиции на Мир-Кольцо за предоставленные высокоразвитые технологии получил право от Патриарха иметь собственное имя (Чмии) и право иметь женщин (гарем). Однако во время второй экспедиции к Миру-Кольцу вместе с Луисом Ву попал под влияние омолаживающего препарата, из-за чего предпочёл остаться жить на Мире-Кольце (причём добился высокого положения среди кзинов — обитателей Мира-Кольца). Является главным героем первых двух романов. В романах «Трон Мира-Кольца» и «Дети Мира-Кольца» его место занимает его старший сын, Причетник, которого Чмии отправил к Луису Ву учиться мудрости. Тем не менее, в конце романа «Дети Мира-Кольца» есть сцена, в которой Чмии выступает уже как второстепенный персонаж.
- Несс — кукольник Пирсона, руководитель экспедиции в первой книге. Своими соплеменниками признан сумасшедшим за свои идеалы. Обладает чрезмерно стойким и наглым для кукольников характером, но иногда впадает в депрессию, в которой проявляется природная черта кукольников — трусость. В ходе экспедиции получил серьёзные ранения — потерял одну ложноголову, которая, тем не менее, была по возвращении домой заменена киберпротезом. В качестве награды за успех вышел замуж за «Лучше-Всех-Спрятанного» (Хайндмоста). В остальных трёх книгах ни разу не появлялся, хотя встречаются многочисленные упоминания о нём.
- «Лучше-Всех-Спрятанный» (англ. Hindmost) — кукольник Пирсона, руководитель партии Эксперименталистов, добровольно ушедший в изгнание после ухода партии от власти. В первой книге одобрил решение Несса об организации экспедиции на Мир-Кольцо, а в случае успеха пообещал выйти за него замуж. Во всех трёх последующих романах был организатором второй экспедиции на Мир-Кольцо. Первоначально планировал раздобыть новые технологии Мира-Кольца для возвращения к власти в родном мире. Однако благодаря действиям Чмии и Луиса Ву (против воли выбранных во вторую экспедицию) не смог покинуть Мир-Кольцо и был вынужден стать их помощником. Не добившись своей первоначальной цели, в конце романа «Дети Мира-Кольца» он всё-таки покинул Кольцо вместе с Луисом Ву, в направлении планеты Дом. Дальнейшая судьба показана в романе «Судьба миров».
- Харкабипаролин и Каваресксенджаджок («Инженеры Мира-Кольца») — представители расы Строителей Городов. До своей встречи с Луисом Ву работали в Библиотеке Парящего города. После того, как главный герой, Луис Ву похитил оборудование Библиотеки, последовали за ним, вследствие чего стали невольными членами команды Хайндмоста. В романах «Трон Мира-Кольца» и «Дети Мира-Кольца» представлены супружеской парой с детьми, обитающей на покинутом крупном корабле кзинов-аборигенов Мира-Кольца — «Тайном Патриархе».
- Валавирджиллин — представительница расы Людей Машин. Впервые появляется в романе «Инженеры Мира-Кольца» в сцене борьбы с Вампирами. В итоге из всей группы Людей Машин в живых остаётся только она. Тогда же встречается с главным героем, Луисом Ву, которому сначала не доверяет и с которым скоро расстаётся. В романе «Трон Мира-Кольца» играет куда более важную роль — возглавляет группу Людей Машин, заключает союз с Травяными Великанами, участвует в общей борьбе против Вампиров. После уничтожения гнезда Вампиров возвращается домой, дальнейшая судьба неизвестна.
- Брэм («Трон Кольца») — Защитник из расы Вампиров, появившийся в романе «Трон Мира-Кольца». Брэм — имя, данное ему Луисом Ву в честь ирландского писателя Брэма Стокера, автора романа о Дракуле. Известно, что Защитником стал до начала сюжетной линии книги «Инженеры Мира-Кольца», соперничал за владение Центром Управления Мира-Кольца с другим Защитником, Тилой Браун. В основном занимался защитой Мира-Кольца от рас Известного космоса, бездумно сбивая космические корабли, подлетающие к Кольцу с помощью Метеоритной защиты, чем спровоцировал так называемую Пограничную войну. Чуть позже взял в плен экипаж Хайндмоста, заставив их помогать ему. В конце романа «Трон Мира-Кольца» убит другим новоиспечённым Защитником из расы Упырей — Мелодистом.
- Мелодист — Защитник из расы Упырей. Играет важную роль в романе «Дети Мира-Кольца», в котором обеспечивает защиту Кольца от внешнего вторжения рас Известного космоса (Пограничная война). Создал нано-«заплату», которой заделал дыру, образовавшуюся в скрите после взрыва пули из антивещества. Увёл Мир-Кольцо в неизвестном направлении (за границы известного космоса), покинув материнскую звезду и найдя новую.
- Прозерпина — Защитник расы Пак. Появляется в четвёртом романе — «Дети Мира-Кольца». Её возраст несколько миллионов лет. Стала Защитником ещё на планетах расы Пак в центре Галактики. Участвовала в строительстве Мира-Кольца. Много лет находилась в спячке, время от времени просыпаясь, чтобы пронаблюдать, справляется ли Защитник в Метеоритном центре на Карте Марса со своими обязанностями защитника Мира-Кольца. Когда обнаружила, что Брэм не справляется со стабилизацией Кольца, организовала превращение в Защитников нескольких бридеров из расы Оползневых (Сливных) Гор. Эти защитники стали восстанавливать маневровые двигатели на кромке Кольца. Затем помогла Мелодисту увести Мир-Кольцо к другой звезде.

### Концепции и идеи
- Гипердвигатели (у всех рас космоса, развитые в разной степени). Гипердвигатель «Квантум II», разработанный кукольниками, являлся самой быстрой из известных моделей. Люди и Кзины используют приводы, копирующие конструкции Внешних.
- Дроуд — программируемый прибор, подключаемый к центру удовольствия в мозгу через сверхтонкий электрод, вживлённый в мозг и раздражающий его, тем самым вызывая удовольствие и наслаждение. Эта возможность породила социальную группу токовых наркоманов — электродников. Луис Ву ввёл себе такой электрод к началу 2-й книги и избавился от зависимости к её концу. Аналог слега из романа братьев Стругацких «Хищные вещи века».
- Тасп — «Оружие наслаждения» у кукольников и электронный наркотик у людей. Тасп представляет собой излучатель, которым можно воздействовать на расстоянии на центр наслаждений в мозгу. Беспроводной аналог дроуда.
- Ришатра[англ.] (среди рас Кольца) — межрасовый секс, зачастую используемый подавляющим числом рас Мира-Кольца для разных целей — от получения наслаждения (разные генотипы не способны дать потомство) до заключения договоров и перемирий. Единственной расой, не практикующей данный обычай, являются Краснокожие Пастухи. Некоторые расы также перестают практиковать ришатру, когда вступают в моногамный брак.
- Поле стазиса — технология, созданная человеческой расой. Генерирует специальное состояние, в котором время течёт очень медленно. Задержка может достигать миллионов лет реального времени на несколько секунд поля. Объект, помещённый в такое поле, почти неуязвим. Именно стазисное поле спасло экипаж «Лживого ублюдка», когда последний был сбит Метеоритной защитой Мира-Кольца и совершил экстренную посадку.
- Древо Жизни (на Кольце) — особый вид растения, происходящий с родины расы пак в области Ядра галактики. Колонизируя новые планеты, пак также сеяли на их поверхности Древа Жизни. Достоверно известно о существовании плантации Древ Жизни рядом с Центром Управления Миром-Кольцом под Картой Марса, однако подобные Древа могут существовать на планетах, населённых ранее расой пак. Симбиотический вирус, живущий в корне Древа Жизни превращает существо, съевшее его, в Защитника. Вирус развивается в присутствии оксида таллия. Из-за недостаточной концентрации оксида таллия в земной почве, вирус на Земле не выжил, поэтому земляне не смогли эволюционировать в стадию Защитника.
- Автодок (автоматическая медицинская система) — предназначена для восстановления организмов в соответствии с генетическим кодом. Создана Карлосом Ву, потом объявилась у кукольников, которые модернизировали её под себя. С помощью неё Луис Ву неоднократно «омолаживался», а в конце последней книги превратился из Защитника обратно в «бридера».
- Трансферные кабины (у людей) и диски (у кукольников) — позволяющие мгновенно перемещаться на большие расстояния.
- Идея, что удачливость может быть обусловлена генетически и её можно улучшить с помощью селекции.
- Гипотеза, что жёсткое кольцо будет устойчиво относительно центральной звезды. Во второй книге автору пришлось ввести в теорию систему маневровых двигателей, удерживающих его на курсе. Сняв 95 % двигателей и построив на их основе космические корабли, предки Строителей Городов нарушили стабильность кольца. Поставить его на место удалось, усилив мощность оставшихся двигателей, принеся в жертву нейтронной радиации часть населения системы. Заслуживает интереса мнение, что выполнить эту работу можно было и менее «кровавым» способом — возбуждаемое в пронизанном сверхпроводниками скрите мощное магнитное поле (кольцо не что иное, как гигантская тороидальная катушка) вполне могло бы воздействовать на массу звезды кольца и либо поставить на место само кольцо, либо подтянуть в центр звезду и систему теневых экранов — силы магнитного притяжения уравновешиваются строго в математическом центре Кольца.
- Самоустанавливающаяся планетарная заплата — с помощью которой Мелодист в романе «Дети Мира-Кольца» отремонтировал критические бреши в Кольце, оставшиеся после взрывов бомб из антивещества.
- Атомарная нить — настолько тонкая нить, что она режет всё, чего касается.

## Книги серии
- Мир-Кольцо (1970)
- Инженеры Мира-Кольца[англ.] (1980)
- Трон Мира-Кольца[англ.] (1986)
- Дети Мира-Кольца[англ.] (2004). В книге содержится посвящение пожарным, боровшимся с огнём в октябре 2003 года.

## Адаптации
Первой игрой, действие которой разворачивается во вселенной Мира-Кольца, стала Ringworld — настольная ролевая игра, выпущенная компанией Chaosium в 1984 году.
В 1992 году компания Tsunami Games разработала и выпустила приключенческую компьютерную игру «Ringworld: Revenge of the Patriarch» (с англ. — «Мир-Кольцо — Месть Патриарха»), а в 1994 — вторую часть, «Return to Ringworld» (с англ. — «Возвращение в Мир-Кольцо»).
Глобальную стратегию Stellaris никак нельзя назвать адаптацией, однако игра использует идею мира-кольца. После появления DLC «Утопия» игрок, контролируя собственное космическое государство, может обнаружить в своей галактике миры-кольца (обычно — полностью или частично разрушенные). Достигнув определённого уровня технического и экономического развития, игрок сможет восстанавливать или даже самостоятельно строить миры-кольца. В Stellaris миры-кольца состоят из четырёх секций. При наличии DLC «Федерации» можно начать игру как цивилизация на одном из четырёх секторов (другие три будут разрушены, но их можно восстановить).